# Nicolas Dumont (Pokerspieler)
Nicolas Dumont (* 1986 oder 1987) ist ein französischer Pokerspieler. Er gewann 2018 das Main Event der European Poker Tour.

## Persönliches
Dumont arbeitet als Fahrlehrer. Er lebt in der Nähe von Paris.

## Pokerkarriere
Seine erste Geldplatzierung bei einem Live-Turnier erzielte Dumont Ende April 2012 in Paris. Mitte April 2018 belegte der Franzose bei den partypoker Millions in Barcelona bei einem Turnier der Variante No Limit Hold’em den 39. Platz und erhielt knapp 10.000 Euro. Ende April 2018 spielte er das Main Event der European Poker Tour in Monte-Carlo, da ihm ein Freund das Buy-in von 5300 Euro gezahlt hatte. Dort setzte sich Dumont gegen 776 andere Spieler durch und sicherte sich am 4. Mai 2018 den Titel sowie eine Siegprämie von 712.000 Euro. Zusätzlich erhielt er einen „Platinum Pass“ im Wert von 30.000 US-Dollar, der zur Teilnahme an der PokerStars Players Championship im Januar 2019 auf den Bahamas berechtigte. Im Juli 2019 war der Franzose erstmals bei der World Series of Poker (WSOP) im Rio All-Suite Hotel and Casino am Las Vegas Strip erfolgreich und kam zweimal in die Geldränge. Bei der WSOP 2021 erreichte er im Main Event den siebten Turniertag und schied dort auf dem mit über 240.000 US-Dollar dotierten 23. Platz aus.
Insgesamt hat sich Dumont mit Poker bei Live-Turnieren knapp 1,5 Millionen US-Dollar erspielt.